# Walford (Ross-on-Wye)
Pour les articles homonymes, voir Walford.
Walford est une paroisse civile et un village du Herefordshire, en Angleterre.